# Gabe Jackson
Gabriel C. Jackson (Liberty, Misisipi, 12 de julio de 1991) más conocido como Gabe Jackson, es un jugador profesional estadounidense de fútbol americano que se desempeña en la posición de lineman en Carolina Panthers, equipo de la National Football League (NFL).

## Carrera
Fue seleccionado en la tercera ronda en la Reunión Anual de Selección de Jugadores de la NFL de 2014. Hizo su debut profesional con el equipo Oakland Raiders en 2014 que, en 2020 pasó a llamarse Las Vegas Raiders, en el cual jugó siete temporadas (2014-2021), después pasó a Seattle Seahawks (2021-2023), luego a Carolina Panthers, donde lleva jugando una temporada.